# IEEE Edison Medal

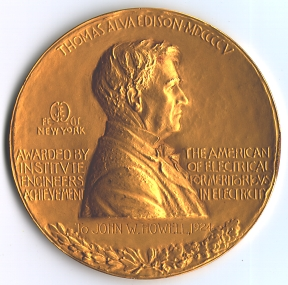
Medaljen.

The Edison Medal delas ut av IEEE "för en förtjänstfull karriär i elektricitetslära, elteknik, och elektriskt hantverk". Priset består av en guldmedalj, en kopia av brons, en liten kopia av guld, ett certifikat och ett honorar. Priset kan endast ges till en individ.

## Mottagare
- 1909: Elihu Thomson
- 1910: Frank J. Sprague
- 1911: George Westinghouse
- 1912: William Stanley, Jr.
- 1913: Charles F. Brush
- 1914: Alexander Graham Bell
- 1915: Inte utdelat
- 1916: Nikola Tesla
- 1917: John J. Carty
- 1918: Benjamin G. Lamme
- 1919: William Le Roy Emmet
- 1920: Mihajlo I. Pupin
- 1921: Cummings C. Chesney
- 1922: Robert A. Millikan
- 1923: John W. Lieb
- 1924: John W. Howell
- 1925: Harris J. Ryan
- 1926: Inte utdelat
- 1927: William D. Coolidge
- 1928: Frank B. Jewett
- 1929: Charles F. Scott
- 1930: Frank Conrad
- 1931: Edwin W. Rice
- 1932: Bancroft Gherardi, Jr.
- 1933: Arthur E. Kennelly
- 1934: Willis R. Whitney
- 1935: Lewis B. Stillwell
- 1936: Alex Dow
- 1937: Gano Dunn
- 1938: Dugald C. Jackson
- 1939: Philip Torchio
- 1940: George Ashley Campbell
- 1941: John B. Whitehead
- 1942: Edwin H. Armstrong
- 1943: Vannevar Bush
- 1944: Ernst Alexanderson
- 1945: Philip Sporn
- 1946: Lee de Forest
- 1947: Joseph Slepian
- 1948: Morris E. Leeds
- 1949: Karl B. McEachron
- 1950: Otto B. Blackwell
- 1951: Charles F. Wagner
- 1952: Vladimir K. Zworykin
- 1953: John F. Peters
- 1954: Oliver E. Buckley
- 1955: Leonid A. Umansky
- 1956: Comfort A. Adams
- 1957: John K. Hodnette
- 1958: Charles F. Kettering
- 1959: James F. Fairman
- 1960: Harold S. Osborne
- 1961: William B. Kouwenhoven
- 1962: Alexander C. Monteith
- 1963: John R. Pierce
- 1964: Inte utdelat
- 1965: Walker Lee Cisler
- 1966: Wilmer L. Barrow
- 1967: George Harold Brown
- 1968: Charles F. Avila
- 1969: Hendrik Wade Bode
- 1970: Howard H. Aiken
- 1971: John Wistar Simpson
- 1972: William Hayward Pickering
- 1973: Bernard D. H. Tellegen
- 1974: Jan A. Rajchman
- 1975: Sidney Darlington
- 1976: Murray Joslin
- 1977: Henri G. Busignies
- 1978: Daniel E. Noble
- 1979: Albert Rose
- 1980: Robert Adler
- 1981: C. Chapin Cutler
- 1982: Nathan Cohn
- 1983: Herman P. Schwan
- 1984: Eugene I. Gordon
- 1985: John D. Kraus
- 1986: James L. Flanagan
- 1987: Robert A. Henle
- 1988: James Ross MacDonald
- 1989: Nick Holonyak, Jr.
- 1990: Archie W. Straiton
- 1991: John L. Moll
- 1992: George D. Forney
- 1993: James H. Pomerene
- 1994: Leslie A. Geddes
- 1995: Robert W. Lucky
- 1996: Floyd Dunn
- 1997: Esther M. Conwell
- 1998: Rolf Landauer
- 1999: Kees Schouhamer Immink
- 2000: Jun-ichi Nishizawa
- 2001: Robert H. Dennard
- 2002: Edward E. Hammer
- 2003: Inte utdelat
- 2004: Federico Capasso
- 2005: Peter Lawrenson
- 2006: Fawwaz T. Ulaby
- 2007: Russel D. Dupuis
- 2008: Dov Frohman-Bentchkowsky
- 2009: Tingye Li
- 2010: Ray Dolby
- 2011: Isamu Akasaki
- 2012: Michael Francis Tompsett
- 2013: Ivan Paul Kaminow
- 2014: Ralph H. Baer
- 2015: James Julius Spilker, Jr.
- 2016: Robert W. Broderson
- 2017: M. George Craford
- 2018: Eli Yablonovitch
- 2019: Ursula Keller
- 2020: Frede Blaabjerg